# Llista de topònims de l'Albiol
Llista de topònims (noms propis de lloc) del municipi de l'Albiol, al Baix Camp
Informació actualitzada per un bot. Els canvis manuals es perdran quan s'actualitzi!

## cova
| imatge | Nom                | Ubicat a | instància de | Detalls | coordenades                                                         | Protecció | Commons (més fotos) | Dades a WD                    |
| ------ | ------------------ | -------- | ------------ | ------- | ------------------------------------------------------------------- | --------- | ------------------- | ----------------------------- |
|        | cova del Calderer  | l'Albiol | cova         |         | 41° 15′ 47″ N, 1° 05′ 21″ E / 41.2631806256603°N,1.08915468725434°E |           |                     | Modifica les dades a Wikidata |
|        | coves del Pubillet | l'Albiol | cova         |         | 41° 14′ 45″ N, 1° 06′ 04″ E / 41.2457259561043°N,1.10120358988716°E |           |                     | Modifica les dades a Wikidata |

## entitat singular de població
| imatge | Nom                  | Ubicat a | instància de                                   | Detalls | coordenades                                                                | Protecció | Commons (més fotos) | Dades a WD                    |
| ------ | -------------------- | -------- | ---------------------------------------------- | ------- | -------------------------------------------------------------------------- | --------- | ------------------- | ----------------------------- |
|        | Bonretorn            | l'Albiol | entitat singular de població                   | 1 hab   | 41° 14′ 47″ N, 1° 07′ 39″ E / 41.246384875864°N,1.1275499680024°E 430 msnm |           | Bonretorn           | Modifica les dades a Wikidata |
|        | l'Albiol             | l'Albiol | entitat singular de població capital municipal | 89 hab  | 41° 15′ 07″ N, 1° 05′ 23″ E / 41.25186573°N,1.08979953°E 822 msnm          |           |                     | Modifica les dades a Wikidata |
|        | les Masies Catalanes | l'Albiol | entitat singular de població                   | 448 hab | 41° 14′ 20″ N, 1° 09′ 10″ E / 41.238878°N,1.152768°E 250 msnm              |           |                     | Modifica les dades a Wikidata |

## església
| imatge | Nom                     | Ubicat a | instància de | Detalls                           | coordenades                                                    | Protecció                                  | Commons (més fotos)     | Dades a WD                    |
| ------ | ----------------------- | -------- | ------------ | --------------------------------- | -------------------------------------------------------------- | ------------------------------------------ | ----------------------- | ----------------------------- |
|        | Sant Miquel de l'Albiol | l'Albiol | església     | Estil: arquitectura popular       | 41° 15′ 07″ N, 1° 05′ 23″ E / 41.25198°N,1.089664°E            | bé cultural d'interès local                | Sant Miquel de l'Albiol | Modifica les dades a Wikidata |
|        | Santa Rosa de Bonretorn | l'Albiol | església     | Estil: historicisme arquitectònic | 41° 14′ 44″ N, 1° 07′ 45″ E / 41.245439°N,1.129232°E Bonretorn | bé integrant del patrimoni cultural català | Santa Rosa de Bonretorn | Modifica les dades a Wikidata |

## font
| imatge | Nom             | Ubicat a | instància de | Detalls | coordenades                                                       | Protecció | Commons (més fotos)      | Dades a WD                    |
| ------ | --------------- | -------- | ------------ | ------- | ----------------------------------------------------------------- | --------- | ------------------------ | ----------------------------- |
|        | font Major      | l'Albiol | font         |         | 41° 14′ 53″ N, 1° 04′ 11″ E / 41.247966°N,1.069624°E              |           | La Font Major (l'Albiol) | Modifica les dades a Wikidata |
|        | font del Grauet | l'Albiol | font         |         | 41° 15′ 10″ N, 1° 04′ 21″ E / 41.252681290566°N,1.0724686387786°E |           |                          | Modifica les dades a Wikidata |

## masia
| imatge | Nom                        | Ubicat a | instància de | Detalls                     | coordenades                                                                  | Protecció                                  | Commons (més fotos) | Dades a WD                    |
| ------ | -------------------------- | -------- | ------------ | --------------------------- | ---------------------------------------------------------------------------- | ------------------------------------------ | ------------------- | ----------------------------- |
|        | Mas Blanc                  | l'Albiol | masia        |                             | 41° 14′ 55″ N, 1° 06′ 30″ E / 41.2486004615586°N,1.10838844032286°E          |                                            |                     | Modifica les dades a Wikidata |
|        | Mas Gibert                 | l'Albiol | masia        |                             | 41° 14′ 06″ N, 1° 09′ 06″ E / 41.2349444947204°N,1.15157053121926°E          |                                            |                     | Modifica les dades a Wikidata |
|        | Mas Nou                    | l'Albiol | masia        |                             | 41° 15′ 32″ N, 1° 05′ 08″ E / 41.258772198461°N,1.08566652233788°E           |                                            |                     | Modifica les dades a Wikidata |
|        | Mas Paperer                | l'Albiol | masia        |                             | 41° 14′ 27″ N, 1° 07′ 35″ E / 41.2409344603724°N,1.12650922742687°E          |                                            |                     | Modifica les dades a Wikidata |
|        | Mas Tarragona              | l'Albiol | masia        |                             | 41° 14′ 38″ N, 1° 06′ 19″ E / 41.2438904239508°N,1.10514710415365°E 545 msnm |                                            | Mas Tarragona       | Modifica les dades a Wikidata |
|        | Mas de Barberà             | l'Albiol | masia        | Estat: ruïnós               | 41° 14′ 54″ N, 1° 08′ 18″ E / 41.248359622403°N,1.1382344826609°E 443 msnm   |                                            | Mas de Barberà      | Modifica les dades a Wikidata |
|        | Mas de Beget               | l'Albiol | masia        |                             | 41° 14′ 25″ N, 1° 05′ 37″ E / 41.240230504527°N,1.09351082980723°E           |                                            |                     | Modifica les dades a Wikidata |
|        | Mas de Carnisser           | l'Albiol | masia        |                             | 41° 14′ 04″ N, 1° 08′ 43″ E / 41.2343754218455°N,1.14531037145974°E          |                                            |                     | Modifica les dades a Wikidata |
|        | Mas de Colomer             | l'Albiol | masia        |                             | 41° 14′ 53″ N, 1° 07′ 26″ E / 41.248127189394°N,1.1239199184058°E            |                                            |                     | Modifica les dades a Wikidata |
|        | Mas de Cortina             | l'Albiol | masia        |                             | 41° 14′ 09″ N, 1° 05′ 42″ E / 41.2357595953426°N,1.09494139149302°E          |                                            |                     | Modifica les dades a Wikidata |
|        | Mas de Cots                | l'Albiol | masia        |                             | 41° 15′ 37″ N, 1° 05′ 14″ E / 41.2603282629312°N,1.08716089001178°E          |                                            |                     | Modifica les dades a Wikidata |
|        | Mas de Fau                 | l'Albiol | masia        |                             | 41° 15′ 10″ N, 1° 08′ 29″ E / 41.2527585871594°N,1.14136492710053°E          |                                            |                     | Modifica les dades a Wikidata |
|        | Mas de Flassada            | l'Albiol | masia        |                             | 41° 13′ 55″ N, 1° 05′ 01″ E / 41.2318233678526°N,1.08354189258119°E          |                                            |                     | Modifica les dades a Wikidata |
|        | Mas de Galofre             | l'Albiol | masia        | Estil: arquitectura popular | 41° 14′ 27″ N, 1° 05′ 58″ E / 41.2407°N,1.09937°E                            | bé integrant del patrimoni cultural català |                     | Modifica les dades a Wikidata |
|        | Mas de Gibert              | l'Albiol | masia        |                             | 41° 14′ 04″ N, 1° 09′ 05″ E / 41.234471158327°N,1.15126170688574°E           |                                            |                     | Modifica les dades a Wikidata |
|        | Mas de Joan Mas            | l'Albiol | masia        |                             | 41° 14′ 33″ N, 1° 06′ 44″ E / 41.242530417047°N,1.112146777839°E 500 msnm    |                                            | Mas de Joan Mas     | Modifica les dades a Wikidata |
|        | Mas de Lleberia            | l'Albiol | masia        |                             | 41° 14′ 24″ N, 1° 04′ 57″ E / 41.239959397698°N,1.08261204660997°E           |                                            |                     | Modifica les dades a Wikidata |
|        | Mas de Maideu              | l'Albiol | masia        |                             | 41° 15′ 19″ N, 1° 05′ 49″ E / 41.2553302300315°N,1.09699854350955°E          |                                            |                     | Modifica les dades a Wikidata |
|        | Mas de Maidéu              | l'Albiol | masia        |                             | 41° 15′ 14″ N, 1° 05′ 39″ E / 41.2540118728166°N,1.09407682426725°E          |                                            |                     | Modifica les dades a Wikidata |
|        | Mas de Matarrània          | l'Albiol | masia        |                             | 41° 14′ 31″ N, 1° 09′ 12″ E / 41.2420424243252°N,1.15326787683848°E          |                                            |                     | Modifica les dades a Wikidata |
|        | Mas de Miqueló             | l'Albiol | masia        |                             | 41° 14′ 22″ N, 1° 04′ 57″ E / 41.239336659596°N,1.0824070371773°E            |                                            |                     | Modifica les dades a Wikidata |
|        | Mas de Nebot               | l'Albiol | masia        |                             | 41° 14′ 43″ N, 1° 04′ 04″ E / 41.2452331586095°N,1.06780307905573°E          |                                            |                     | Modifica les dades a Wikidata |
|        | Mas de Noguers             | l'Albiol | masia        |                             | 41° 15′ 10″ N, 1° 05′ 12″ E / 41.2527638047535°N,1.08671327112022°E          |                                            |                     | Modifica les dades a Wikidata |
|        | Mas de Pigall              | l'Albiol | masia        |                             | 41° 14′ 40″ N, 1° 07′ 06″ E / 41.2443325040726°N,1.1183688151874°E           |                                            |                     | Modifica les dades a Wikidata |
|        | Mas de Prats               | l'Albiol | masia        |                             | 41° 14′ 36″ N, 1° 06′ 29″ E / 41.2434625161414°N,1.1081547899834°E           |                                            |                     | Modifica les dades a Wikidata |
|        | Mas de Vallverdú           | l'Albiol | masia        |                             | 41° 14′ 04″ N, 1° 04′ 11″ E / 41.2343676640761°N,1.06978170903155°E          |                                            |                     | Modifica les dades a Wikidata |
|        | Mas de Vidal               | l'Albiol | masia        |                             | 41° 15′ 51″ N, 1° 05′ 58″ E / 41.2640283048568°N,1.09955121739409°E          |                                            |                     | Modifica les dades a Wikidata |
|        | Mas de l'Anguera           | l'Albiol | masia        | Estil: arquitectura popular | 41° 13′ 57″ N, 1° 04′ 02″ E / 41.2326°N,1.06715°E                            | bé integrant del patrimoni cultural català | Mas de l'Anguera    | Modifica les dades a Wikidata |
|        | Mas de l'Esporgat          | l'Albiol | masia        |                             | 41° 14′ 54″ N, 1° 04′ 32″ E / 41.2484349862547°N,1.07558543692901°E          |                                            |                     | Modifica les dades a Wikidata |
|        | Mas del Bosquet            | l'Albiol | masia        |                             | 41° 15′ 19″ N, 1° 05′ 14″ E / 41.2551484779293°N,1.08712109032687°E          |                                            |                     | Modifica les dades a Wikidata |
|        | Mas del Curt               | l'Albiol | masia        |                             | 41° 15′ 19″ N, 1° 04′ 58″ E / 41.2552995058774°N,1.08266467214492°E          |                                            |                     | Modifica les dades a Wikidata |
|        | Mas del Gepó               | l'Albiol | masia        |                             | 41° 15′ 05″ N, 1° 05′ 22″ E / 41.2514837888436°N,1.08936439395943°E          |                                            |                     | Modifica les dades a Wikidata |
|        | Mas del Llarguet           | l'Albiol | masia        |                             | 41° 14′ 26″ N, 1° 08′ 08″ E / 41.2406199791335°N,1.13543220186721°E          |                                            |                     | Modifica les dades a Wikidata |
|        | Mas del Mercader           | l'Albiol | masia        |                             | 41° 14′ 56″ N, 1° 04′ 24″ E / 41.2488392029812°N,1.07336568963023°E          |                                            |                     | Modifica les dades a Wikidata |
|        | Mas del Panxó              | l'Albiol | masia        |                             | 41° 14′ 44″ N, 1° 08′ 14″ E / 41.2454232857994°N,1.13725278407689°E          |                                            |                     | Modifica les dades a Wikidata |
|        | Mas del Salt               | l'Albiol | masia        |                             | 41° 14′ 37″ N, 1° 05′ 15″ E / 41.2437250908301°N,1.08752597412328°E          |                                            |                     | Modifica les dades a Wikidata |
|        | Mas del Sord               | l'Albiol | masia        |                             | 41° 13′ 56″ N, 1° 05′ 18″ E / 41.2322252080917°N,1.08820729426759°E          |                                            |                     | Modifica les dades a Wikidata |
|        | Mas dels Molins            | l'Albiol | masia        |                             | 41° 14′ 28″ N, 1° 05′ 28″ E / 41.2411454694414°N,1.09110954072697°E          |                                            |                     | Modifica les dades a Wikidata |
|        | Maset de la Font de l'Irla | l'Albiol | masia        |                             | 41° 15′ 35″ N, 1° 07′ 03″ E / 41.25973356403°N,1.1176194931215°E             |                                            |                     | Modifica les dades a Wikidata |
|        | Vil·la Urrútia             | l'Albiol | masia        |                             | 41° 14′ 14″ N, 1° 09′ 12″ E / 41.2371900957311°N,1.15342837111506°E          |                                            |                     | Modifica les dades a Wikidata |
|        | els Masos de l'Albiol      | l'Albiol | masia        |                             | 41° 15′ 07″ N, 1° 05′ 20″ E / 41.251869°N,1.088889°E                         |                                            |                     | Modifica les dades a Wikidata |
|        | lo Maset Petit             | l'Albiol | masia        |                             | 41° 14′ 08″ N, 1° 04′ 17″ E / 41.2354291688391°N,1.07131357012172°E          |                                            |                     | Modifica les dades a Wikidata |

## muntanya
| imatge | Nom               | Ubicat a                             | instància de | Detalls | coordenades                                                         | Protecció | Commons (més fotos) | Dades a WD                    |
| ------ | ----------------- | ------------------------------------ | ------------ | ------- | ------------------------------------------------------------------- | --------- | ------------------- | ----------------------------- |
|        | Roca del Moro     | l'Aleixar l'Albiol la Selva del Camp | muntanya     |         | 41° 13′ 45″ N, 1° 04′ 19″ E / 41.22922222°N,1.07190278°E 585.5 msnm |           |                     | Modifica les dades a Wikidata |
|        | Serrat de Balenyà | l'Albiol                             | muntanya     |         | 41° 14′ 35″ N, 1° 08′ 51″ E / 41.24300556°N,1.147525°E 351.5 msnm   |           |                     | Modifica les dades a Wikidata |
|        | la Puntota        | l'Albiol                             | muntanya     |         | 41° 15′ 15″ N, 1° 04′ 45″ E / 41.25427222°N,1.07916111°E 928 msnm   |           |                     | Modifica les dades a Wikidata |

## Misc
| imatge | Nom                           | Ubicat a                                                 | instància de      | Detalls                                           | coordenades                                                                                                  | Protecció                                            | Commons (més fotos)           | Dades a WD                    |
| ------ | ----------------------------- | -------------------------------------------------------- | ----------------- | ------------------------------------------------- | --- | ---------------------------------------------------- | ----------------------------- | ----------------------------- |
|        | Castell de l'Albiol           | l'Albiol                                                 | castell           | Estil: arquitectura romànica arquitectura popular | 41° 15′ 11″ N, 1° 05′ 19″ E / 41.253065°N,1.088738°E ca:Dalt del turó del Castell 866 msnm                   | bé d'interès cultural bé cultural d'interès nacional | Castell de l'Albiol           | Modifica les dades a Wikidata |
|        | Cogoll Roig                   | l'Albiol                                                 | indret            |                                                   | |                                                      |                               | Modifica les dades a Wikidata |
|        | Pou de gel de la Font Major   | l'Albiol                                                 | pou de neu        | Estil: arquitectura popular                       | 41° 14′ 53″ N, 1° 04′ 09″ E / 41.247995°N,1.069158°E                                                         | bé integrant del patrimoni cultural català           | Pou de gel de la Font Major   | Modifica les dades a Wikidata |
|        | Rentadors de l'Albiol         | l'Albiol                                                 | safareig          |                                                   | 41° 15′ 07″ N, 1° 05′ 21″ E / 41.25193°N,1.089035°E                                                          | bé cultural d'interès local                          | Rentadors de l'Albiol         | Modifica les dades a Wikidata |
|        | Villa Urrutia                 | l'Albiol les Masies Catalanes                            | casa              | Estil: arquitectura modernista 1913               | 41° 14′ 14″ N, 1° 09′ 14″ E / 41.237089°N,1.153931°E ca:Carrer de l'Olivera, 50-52                           | bé cultural d'interès local                          | Vil·la Urrutia                | Modifica les dades a Wikidata |
|        | casa consistorial de l'Albiol | l'Albiol                                                 | casa consistorial |                                                   | 41° 15′ 08″ N, 1° 05′ 21″ E / 41.2521282°N,1.0892571°E                                                       |                                                      | Casa de la vila de l'Albiol   | Modifica les dades a Wikidata |
|        | cementiri de l'Albiol         | l'Albiol                                                 | cementiri         |                                                   | 41° 15′ 07″ N, 1° 05′ 24″ E / 41.252015°N,1.090084°E                                                         |                                                      | Cementiri de l'Albiol         | Modifica les dades a Wikidata |
|        | el Pilanot                    | l'Albiol                                                 | menhir            |                                                   | 41° 14′ 36″ N, 1° 05′ 49″ E / 41.2433953143458°N,1.09697500894197°E                                          |                                                      |                               | Modifica les dades a Wikidata |
|        | els Masos                     | l'Albiol                                                 | caseria           |                                                   | |                                                      |                               | Modifica les dades a Wikidata |
|        | la Creueta                    | l'Albiol                                                 | collada           |                                                   | 41° 15′ 11″ N, 1° 05′ 14″ E / 41.2530672426877°N,1.08708634338312°E                                          |                                                      |                               | Modifica les dades a Wikidata |
|        | les Masies Catalanes          | Alcover l'Albiol                                         | urbanització      |                                                   | 41° 14′ 05″ N, 1° 09′ 31″ E / 41.23463889°N,1.15865556°E                                                     |                                                      | Les Masies Catalanes          | Modifica les dades a Wikidata |
|        | riera de la Selva             | l'Albiol el Morell Vilallonga del Camp la Selva del Camp | curs d'aigua      | Desemboca: Francolí                               | 41° 11′ 48″ N, 1° 13′ 50″ E / 41.196601°N,1.2306076°E 41° 12′ 00″ N, 1° 14′ 00″ E / 41.2°N,1.2333333333333°E |                                                      | Riera de la Selva (Baix Camp) | Modifica les dades a Wikidata |
|        | serra del Pou                 | l'Albiol Mont-ral Vilaplana                              | serra             |                                                   | 41° 15′ 53″ N, 1° 05′ 24″ E / 41.2648°N,1.09004°E 929.1 msnm                                                 |                                                      |                               | Modifica les dades a Wikidata |